# نظریه نوع‌ها
نظریه نوع‌ها شاخه‌ای از منطق، دانش رایانه و فلسفه است که به شناخت سیستم‌های منطقی و کاربرد آن‌ها به جای نظریه مجموعه‌ها می‌پردازد. در نظریه زبان‌های برنامه‌نویسی نظریه نوع‌ها ممکن است به طراحی، تحلیل و شناخت انواع داده‌ها اشاره داشته باشد.